# Odběrné předávací místo
V odběrném/předávacím místě (OPM) je energetická komodita (elektřina nebo zemní plyn) předávána z distribuční soustavy do odběrného místa. Každé OPM je vybaveno měřícím zařízením (elektroměrem či plynoměrem), v případě elektřiny i hlavním jističem, a má svůj identifikační kód (18místné číslo EAN nebo 16místný EIC kód), který bývá někdy nesprávně označován jako číslo odběrného místa. To se může od EAN/EIC lišit, zejména pokud má odběrné místo více předávacích míst.
Odběrné či předávací místo není totéž co místo spotřeby, které stojí hierarchicky výše a má vlastní číslo přidělované dodavatelem komodity. (Na rozdíl od EAN či EIC není neměnné, u jednotlivých dodavatelů se může lišit.) K jednomu místu spotřeby může být přiřazeno nejvýš jedno odběrné místo každé komodity (elektřiny, plynu). V jednom přípojném objektu (na jedné adrese) se může nacházet jedno nebo více míst spotřeby (např. byty v činžovním domě).
Počet odběrných míst (zákazníků) u jednotlivých dodavatelů elektřiny či plynu uvádí každý měsíc operátor trhu OTE. Změnou dodavatele nebo přepisem energie třeba při stěhování, pronájmu či prodeji nemovitosti či krachem nebo sloučením energetických firem dochází ke změnám v počtech odběrných míst mezi jednotlivými dodavateli.